# Bahnhof Plochingen
Der Bahnhof Plochingen ist der Bahnhof der baden-württembergischen Stadt Plochingen und der wichtigste Eisenbahnknoten des Landkreises Esslingen. Er liegt an der Filstalbahn und ist außerdem Ausgangsbahnhof der Bahnstrecke Plochingen–Immendingen sowie der örtlichen Hafenbahn sowie Endbahnhof der Bahnstrecke Stuttgart–Plochingen, das heißt der Vorortgleise. 

## Geschichte

### Staatsbahnzeit
Bei der Planung der Ostbahn von Stuttgart nach Ulm sah der leitende Ingenieur Michael Knoll auch eine Station südöstlich von Plochingen vor. Zirka 1900 Personen bewohnten zu dieser Zeit die Marktgemeinde. Am 14. Dezember 1846 weihte die Königlich Württembergische Staatsbahn den Streckenabschnitt Esslingen–Plochingen ein. Die Vollendung des nächsten Teilstückes bis Süßen erfolgte am 11. Oktober 1847. Das nicht mehr erhaltene erste Empfangsgebäude war ein zweistöckiger Sandsteinbau. Seit 1852 verfügte die Ostbahn von Cannstatt bis Plochingen über ein zweites Streckengleis. Am 20. September 1859 wurde der Bahnhof mit der Eröffnung des ersten Abschnitts der Bahnstrecke Plochingen–Immendingen zum Knotenbahnhof.
Im Jahr 1900 sah die Staatsbahn den Bau einer Linksufrigen Neckarbahn vor, die von Stuttgart bis Plochingen führen sollte, um die Ostbahn vom Güterverkehr zu entlasten. Die Planer überarbeiteten ihre Konzepte mehrmals. 1909 sollte die Bahnlinie dann doch in Esslingen enden, aber auch diese Variante fand keine Verwirklichung und die Ingenieure gaben ihre Idee auf. Auch eine Eisenbahnverbindung von Neuhausen nach Plochingen verwarf die Staatsbahn.
Der zunehmende Schienenverkehr machte eine Erweiterung der Bahnanlagen unausweichlich. Dazu gehörten zahlreiche neue Gleise, das Verbreitern der Bahnsteige, neue Stellwerke und ein neuer Ringschuppen mit Wasserturm. Das neue Empfangsgebäude wurde zwischen 1905 und 1907 vom Architekten Theodor Fischer im Stil Reformarchitektur erbaut. Auch die Arbeiterhäuser entlang der Bahnlinie stammen aus seinen Plänen.
Am 1. Juni 1913 richtete ein Wirbelsturm in Plochingen große Schäden an. Auch der Bahnhof war betroffen. Die Bahnsteigüberdachungen hielten der Naturgewalt nicht stand. Am südlichen Kopfbau des Empfangsgebäudes stürzte die dem Bahnsteig zugewandte Giebelfassade teilweise ein.

### Reichsbahnzeit
Zum 1. Juni 1933 elektrifizierte die Reichsbahn die Strecke Stuttgart–Ulm. Dies brachte Plochingen erstmals einen Anschluss an den Stuttgarter Vorortverkehr. Die meisten Triebwagen aus Stuttgart endeten jedoch in Esslingen.
Während des Zweiten Weltkrieges wurde der Bahnhof Ziel alliierter Luftangriffe. Am 21. Februar 1945 fielen Bomben auf das Gebiet des Güterschuppens und auf die Eisenbahnstraße. Der verheerendste Angriff fand am 4. April 1945 mit Jagdbombern statt, die die Bahnanlage bombardierten. Aus einem in der Nähe der alten Bahnhofstraße stehenden Personenzug flohen die Reisenden. Sieben von ihnen kamen durch Bordwaffenbeschuss ums Leben. Kurzzeitig war damals außerdem die nahegelegene Bahnstrecke Wernau–Abzweigstelle Schnaitwald in Betrieb. Sie wurde am 15. Februar 1945 eröffnet, um Güterzügen aus Richtung Tübingen in Richtung Ulm das Wenden im Bahnhof Plochingen zu ersparen, wurde aber schon 1946 wieder aufgegeben.

### Bundesbahnzeit
In den 1950er Jahren begann die Einrichtung eines Hafens in Plochingen. Noch gab es Überlegungen, die Fils bis Göppingen ebenfalls zu kanalisieren und schiffbar zu machen. Darauf verzichtete die Baudirektion jedoch und Plochingen blieb der letzte Hafen. Am 12. Juli 1968 legte das erste Schiff an. Der Rheinkai am linken Neckarufer erhielt durch die 195 Meter lange Hafenbahnbrücke einen Bahnanschluss. Sie fällt besonders durch ihre gewölbte Form auf. Die Plochinger Hafenbahn beginnt im südwestlichen Gleisfeld des Bahnhofs und kann nur aus Richtung Göppingen oder Wendlingen befahren werden.
Aufgrund der dichten Zugfolge und für die vorgesehene S-Bahn Stuttgart baute die Bundesbahn den Streckenabschnitt Esslingen–Plochingen viergleisig aus. Die Fertigstellung erfolgte am 27. September 1970, der Bahnhof wurde 1974 erweitert.
Am 1. Oktober 1978 war die erste Fahrt der Linie S1 in Plochingen. Für die dabei zum Einsatz kommende Baureihe 420 wurde in Plochingen ein neues Betriebswerk gebaut, für dessen Bau der alte Ringschuppen und der Wasserturm weichen mussten.

### 21. Jahrhundert

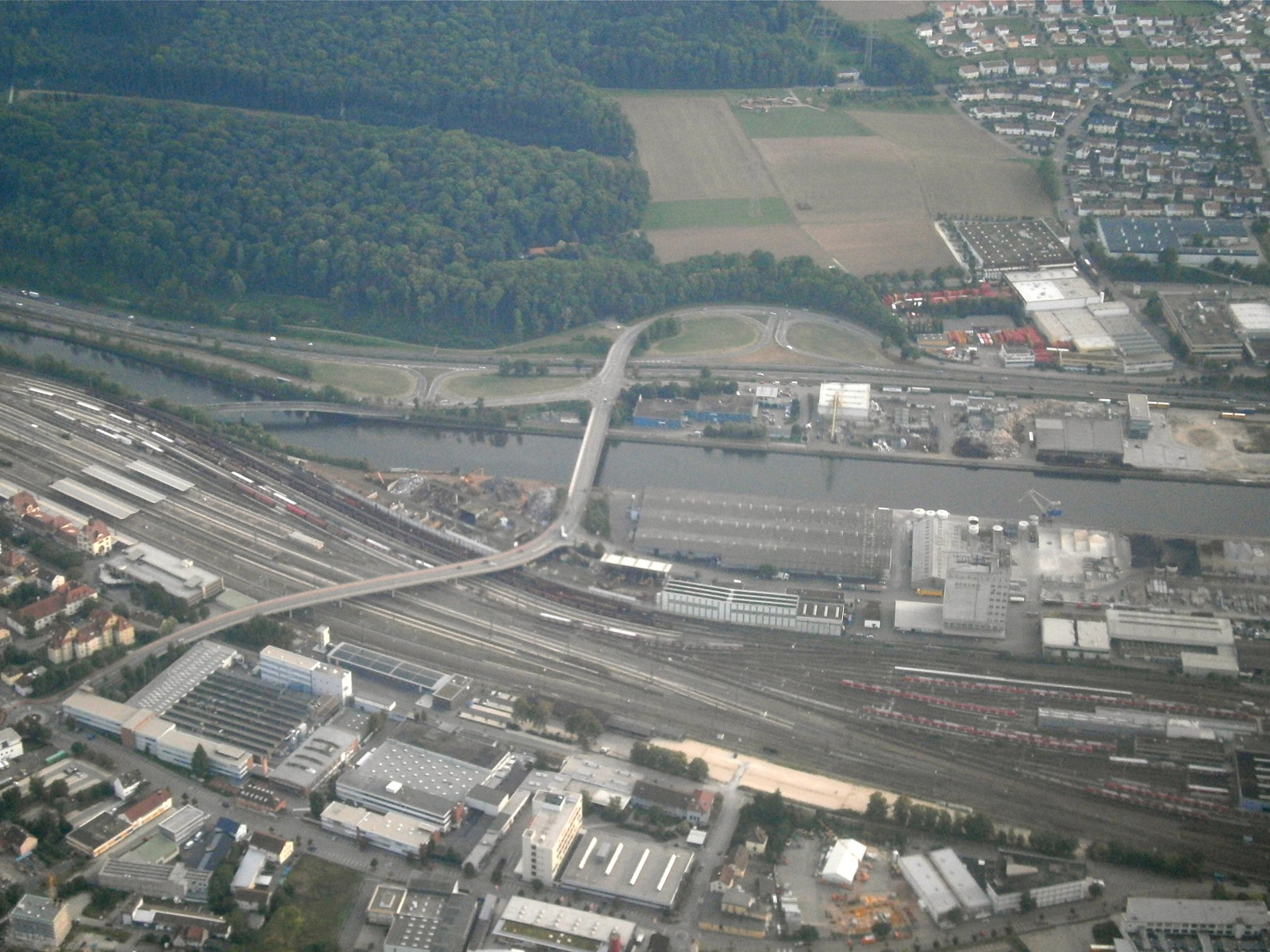
Luftbild von Bahnhof und Umfeld

Am 1. Dezember 2003 wurde mit dem Bau eines neuen elektronischen Stellwerks begonnen. An Ostern 2006 ging es in Betrieb. Es besteht aus einer Unterzentrale (UZ) und ausgelagerten ESTW (ESTW-A) in Plochingen, Esslingen und Ebersbach an der Fils. Ein weiterer Ausbau Richtung Ulm wurde berücksichtigt. Sie ersetzte zum Teil über 40 Jahre alte Technik.
Die 80 Millionen Euro teure Anlage wird aus der Betriebszentrale Karlsruhe ferngesteuert und regelt den Zugverkehr auf insgesamt rund 50 Kilometern Länge. Der Stellbezirk reicht bis Untertürkheim, Göppingen und Wendlingen. Die Anlage ersetzt fünf alte Stellwerke. Die Inbetriebnahme erfolgte stufenweise in fünf nächtlichen Sperrpausen zwischen dem 13. und 18. April 2006. Im Bahnhof Süßen ging im September 2021 ein abgesetztes Elektronisches Stellwerk (ESTW-A) in Betrieb, das an die Unterzentrale (UZ) Plochingen angebunden ist.
Für Modernisierungsmaßnahmen am Bahnhof stellte der Bund 2020 aus dem „Sofortprogramm für attraktive Bahnhöfe“ 935.000 Euro bereit. Das Empfangsgebäude wurde 2020/21 in Abstimmung mit den Denkmalbehörden renoviert und zum Teil wieder an den bauzeitlichen Zustand angenähert.

### Ausblick
Nach der Umsetzung von Stuttgart 21 und der Neubaustrecke Wendlingen–Ulm soll sich – laut einer Verkehrsprognose – die regionale Erreichbarkeit der Verkehrszelle Hafen Plochingen mit öffentlichen Verkehrsmitteln, bewertet nach der nach Verkehrsnachfrage gewichteten durchschnittlichen Reisezeit, von 41 Minuten (2010) auf 33 Minuten (2025) verkürzen.
Im September 2021 beantragte die Deutsche Bahn, das Stellwerk und weitere stillgelegte Anlagen zurückzubauen. Der Rückbau wurde im Oktober 2021 begonnen.
Im Oktober 2022 wurde ein Rückbau mit Lückenschluss im Bahnhof ausgeschrieben.
Im Juni 2023 unterzeichneten Stadt und DB einen Finanzierungsvertrag über erste Planungen für einen barrierefreien Ausbau des Bahnhofs. Die Bahnsteige 1, 2 und 3 sollen auf einer Länge von 325 m und einer Höhe von 76 cm neu gebaut werden. Die Bahnsteige 2 und 3 sollen mit einem Aufzug an die bestehende Unterführung angebunden werden. Der Ausbau soll ab 2028 erfolgen.
Der Bahnhof ist Teil des Digitalen Knotens Stuttgart (Baustein 3, Planbereich 3), die Ausrüstung jedoch aus finanziellen Gründen zurückgestellt.

## Anlage

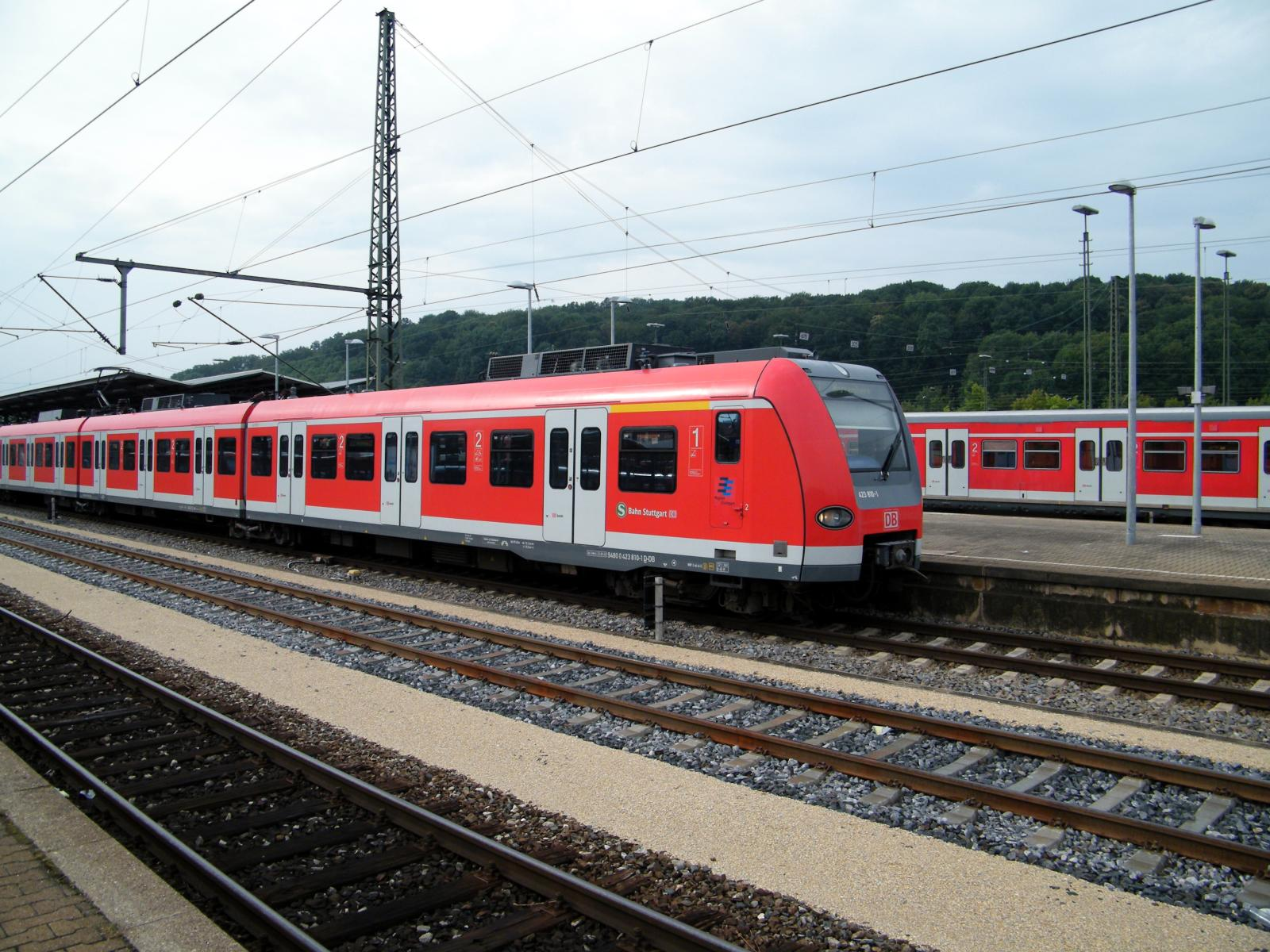
S-Bahn-Triebzug der Baureihe 423 im Plochinger Bahnhof

Vom Empfangsgebäude aus ist das Gleis 1 über einen Hausbahnsteig zu erreichen. Die Durchgangsgleise 3/4, 6/7 und 9/10 liegen an drei Mittelbahnsteigen, die durch eine Unterführung und über Treppen, also nicht barrierefrei, zugänglich sind. An den Mittelbahnsteig 9/10 schließt sich in südlicher Richtung das Stumpfgleis 59 an. Die Stumpfgleise 52 und 53 am südlichen Ende des Mittelbahnsteiges 3/4 werden nur noch als Abstellgleise genutzt. Die Gleise 2, 5 und 8 liegen nicht an Bahnsteigen und dienen nicht haltenden Zügen zur Durchfahrt durch den Bahnhof. Westlich der Bahnsteige befinden sich mehrere Abstellgleise für S-Bahnen und Güterzüge. Nördlich des Bahnhofs werden im S-Bahn-Betriebswerk Plochingen die Triebzüge der S-Bahn Stuttgart gewartet. Der zentrale Omnibusbahnhof (ZOB) befindet sich neben dem Empfangsgebäude.
Zwei Kanten am Mittelbahnsteig mit den Gleisen 3 und 4 wurden für die Zeit während der Sperrung der Schnellfahrstrecke Mannheim–Stuttgart (von April bis Oktober 2020) auf einer Breite von 2,5 m vorübergehend von 38 auf 76 cm erhöht, damit ICE-Züge dort halten können. Die beiden anderen Mittelbahnsteige haben jeweils über die Länge von 210 m eine Bahnsteighöhe von 76 cm, während die Bahnsteigenden und die übrigen Bahnsteige noch 38 cm hoch sind.

## Empfangsgebäude
Das Empfangsgebäude galt 1907 als großzügig. In seiner Symmetrie weicht es von klassischen Bahnhofsgebäuden in Württemberg ab. Zwar besitzt es einen langen Mittelbau mit einem zweistöckigen Mittelrisalit und Walmdach, doch sind die beiden Flügelbauten mit ihren Krüppelwalmdächern unterschiedlich. Während der östliche Anbau über vier Stockwerke verfügt, besitzt sein westliches Pendant ein fünftes Stockwerk und auf dem Dachfirst einen Uhrturm mit Kupferdach. Die Gesamtlänge des Gebäudes beträgt 96 Meter. Im Gebäude befindet sich im öffentlich zugänglichen Teil u. a. eine Bahnhofsgaststätte, ein Zeitungskiosk, ein Reisezentrum sowie ein Bäcker. In den nicht öffentlich zugänglichen Obergeschossen ist unter anderem ein Pausenraum für Triebfahrzeugführer.

## Zugverkehr
Am Bahnhof Plochingen hielten bis Dezember 2019 ausschließlich Züge der Deutschen Bahn, pro Tag etwa 300.

### Fernverkehr
Im Schienenpersonenfernverkehr bedienen folgende Linien die Stadt:
| Linie | Strecke | Frequenz                   |
| ----- | --- | -------------------------- |
| IC 55 | Tübingen – Reutlingen – Metzingen – Nürtingen – Plochingen – Stuttgart – Vaihingen (Enz) – Heidelberg – Mannheim – Mainz – Koblenz – Bonn – Köln – Solingen – Wuppertal – Hagen – Dortmund – Hamm (Westfalen) – Bielefeld – Herford – Bad Oeynhausen – Minden (Westfalen) – Hannover – Braunschweig – Magdeburg – Halle (Saale) – Leipzig/Halle Flughafen – Leipzig – Riesa – Dresden-Neustadt – Dresden | ein Zugpaar täglich        |
| IC 60 | (Basel Bad Bf – Freiburg –) Karlsruhe – Stuttgart – Plochingen – Ulm – Augsburg – München (– Salzburg) | Zweistundentakt mit Lücken |

### Regionalverkehr
Im Schienenpersonennahverkehr halten folgende Linien in Plochingen:
| Linie                    | Strecke | Frequenz                                                              | Betreiber                                     |
| ------------------------ | --- | --------------------------------------------------------------------- | --------------------------------------------- |
| RE 5                     | Stuttgart – Esslingen – Plochingen – Göppingen – Geislingen – Ulm – Biberach – Ravensburg – Friedrichshafen                                                                                            | 60 Minuten                                                            | DB Regio Baden-Württemberg                    |
| MEX 12                   | (Mosbach) – Heilbronn – Stuttgart – Stuttgart-Bad Cannstatt – Esslingen – Plochingen – Wendlingen – Nürtingen – Metzingen – Reutlingen – Tübingen                                                      | 60 Minuten                                                            | DB Regio Stuttgart                            |
| MEX 16                   | Stuttgart – Esslingen (Neckar) – Plochingen – Ebersbach – Göppingen – Süßen – Geislingen (Steige) – Ulm                                                                                                | halbstündlich bis Geislingen, stündlich bis Ulm                       | Arverio Baden-Württemberg                     |
| MEX 18                   | Osterburken – Heilbronn – Stuttgart – Stuttgart-Bad Cannstatt – Esslingen – Plochingen – Wendlingen – Nürtingen – Metzingen – Reutlingen – Tübingen                                                    | 60 Minuten                                                            | DB Regio Stuttgart                            |
| S 1                      | Kirchheim – Wendlingen – Plochingen – Esslingen – Neckarpark – Stuttgart-Bad Cannstatt – Stuttgart Hbf (tief) – Stuttgart Schwabstraße – Stuttgart-Vaihingen – Stuttgart-Rohr – Böblingen – Herrenberg | 30 Minuten (15 Minuten in der HVZ zwischen Plochingen und Herrenberg) | DB Regio Baden-Württemberg (S-Bahn Stuttgart) |
| FEX                      | Stuttgart – Plochingen – Ulm – Aulendorf – Friedrichshafen – Radolfzell – Singen | ein Zugpaar sams-, sonn- und feiertags im Sommerhalbjahr              | Schienenverkehrsgesellschaft                  |
| Stand: 15. Dezember 2024 | |                                                                       |                                               |

Züge der S1 haben im Bahnhof einen Haltezeitpuffer von etwa zwei Minuten. Ab Ende 2025 könnten die heute noch in Plochingen endenden S-Bahnen zunächst bis Wendlingen verlängert werden.